# Thomas Degand
Thomas Gegand (ur. 13 maja 1986 w Ronse) – belgisjki kolarz szosowy, zawodnik profesjonalnej grupy Wanty-Groupe Gobert.

## Najważniejsze osiągnięcia
- 2014
  - 2. miejsce w Tour du Gévaudan Languedoc-Roussillon
    - 1. miejsce na 1. etapie

  - 6. miejsce w Tour Méditerranéen
  - 7. miejsce w Vuelta a Andalucía
  - 10. miejsce w Tour of Austria
- 2015
  - 8. miejsce w Tour of Austria